# Elaeocarpus seringii
Elaeocarpus seringii är en tvåhjärtbladig växtart som beskrevs av Montr.. Elaeocarpus seringii ingår i släktet Elaeocarpus och familjen Elaeocarpaceae. Inga underarter finns listade i Catalogue of Life.